# Česko na Eurovision Song Contest 2025
Česko se zúčastnilo 69. ročníku hudební soutěže Eurovision Song Contest 2025 ve švýcarské Basileji. Reprezentantem země, kterého pro tento ročník veřejnoprávní Česká televize vybrala interně, se stal Adonxs s písní „Kiss Kiss Goodbye“.
Česko vystoupilo ve druhém semifinále jako dvanácté v pořadí, do finále ale nepostoupilo. Později bylo zveřejněno, že země skončila na 12. místě s 29 body.

## Před Eurovizí
Česká televize potvrdila účast na ročníku 6. září 2024. Od tohoto dne až do 30. září 2024 měli interpreti možnost zaregistrovat své písně. Každý mohl zaslat více písní, každá z nich ale nesměla být veřejně publikována před 1. zářím 2024. Přihlásit se mohl kdokoli, hlavní zpěvák už nemusel mít české občanství, musel být ale aktivní na české hudební scéně, trvale v Česku žít a tvořit zde hudbu. V případě skupin musel tuto podmínku splňovat minimálně jeden interpret. Nově mohli svou skladbu přihlásit i skladatelé z cizích zemí, a to i když neměli k písní interpreta.
Česká televize rozhodla o zrušení výběru reprezentanta země formou národního kola. V letech 2018, 2019, 2020, 2022 a 2023 měla veřejnost možnost ovlivnit výběr reprezentanta přes soutěž ESCZ, jejíž formát se každý rok měnil, od online přenosů až po živou show s diváky. Podle televize bude díky tomu možné zdroje efektivněji využít na přípravu vystoupení a propagaci.
Pro rok 2025 byl interpret vybrán interně. Přihlášky nejprve posoudila mezinárodní porota složená z pěti profesionálních hudebníků a pěti bývalých účastníků Eurovize. Interprety poté hodnotilo přes 900 respondentů ve třech zahraničních zemích. Výsledek byl nakonec schválen sestavením focus group. 11. prosince 2024 bylo oznámeno, že vybraným interpretem se stal Adonxs. Titul soutěžní písně „Kiss Kiss Goodbye“ byl představen 31. ledna 2025. Akustická verze byla poprvé živě zazpívána 4. února 2025 během prvního semifinále maltského národního kola, studiová verze včetně hudebního klipu byla odhalena 7. března 2025.

## Eurovize
Eurovision Song Contest 2025 se konala ve švýcarské Basileji v St. Jakobshalle. Semifinále proběhla 13. a 15. května, finále se uskutečnilo 17. května 2025. 28. ledna 2025 proběhl los, který určil, že Česko vystoupí ve druhé polovině druhého semifinále. Producenti poté určili, že Česko vystoupí jako dvanácté.
Všechny živé přenosy vysílala ČT1. Václava Matějovského na postu komentátora vystřídal Ondřej Cikán, kterého ve finále doplnila Aiko. Výsledek hlasování porot za Česko ve finále opět oznámila Radka Rosická.

### Body pro Česko
| Skóre   | Diváci                           |
| ------- | -------------------------------- |
| 12 bodů |                                  |
| 10 bodů |                                  |
| 8 bodů  | Zbytek světa                     |
| 7 bodů  |                                  |
| 6 bodů  |                                  |
| 5 bodů  | Rakousko • Lucembursko • Arménie |
| 4 body  |                                  |
| 3 body  | Gruzie • Izrael                  |
| 2 body  |                                  |
| 1 bod   |                                  |

### Body udělené Českem
| Skóre   | Diváci    |
| ------- | --------- |
| 12 bodů | Izrael    |
| 10 bodů | Lotyšsko  |
| 8 bodů  | Litva     |
| 7 bodů  | Finsko    |
| 6 bodů  | Rakousko  |
| 5 bodů  | Dánsko    |
| 4 body  | Řecko     |
| 3 body  | Arménie   |
| 2 body  | Malta     |
| 1 bod   | Austrálie |

| Skóre   | Diváci   | Porota             |
| ------- | -------- | ------------------ |
| 12 bodů | Ukrajina | Německo            |
| 10 bodů | Izrael   | Spojené království |
| 8 bodů  | Polsko   | Francie            |
| 7 bodů  | Švédsko  | Nizozemsko         |
| 6 bodů  | Estonsko | Norsko             |
| 5 bodů  | Albánie  | Litva              |
| 4 body  | Rakousko | Portugalsko        |
| 3 body  | Finsko   | Itálie             |
| 2 body  | Norsko   | Malta              |
| 1 bod   | Německo  | Dánsko             |